# Carpa hinchable

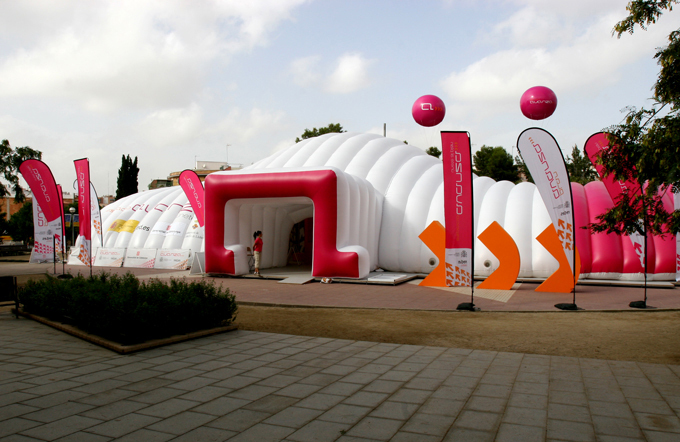
Carpa hinchable.

Una carpa hinchable es una estructura provisional compuesta principalmente por una membrana exterior flexible que contiene un gas en su interior (aire o helio). La función de este gas es mantener la forma y fuerza de la estructura sin importar las condiciones atmosféricas externas como viento o lluvia.
El comportamiento estructural de la carpa o elemento hinchable depende de la fuerza de la membrana externa y la forma final y el tamaño de la estructura.
Las carpas Hinchables son utilizadas principalmente para eventos, congresos, ferias de muestras, y existe toda una variedad de carpas para emergencias, militares y sanitarias.
La ventaja principal de las carpas hinchables es que se montan en muy pocos minutos, y permiten disponer de una estructura rápidamente.
Puedes ver algunas Carpas Hinchables u otras formas estructurales aquí en Hinchables y Carpas hinchables de Evolution GmbH
- Datos: Q5753344